# جو فينتر
جو فينتر (بالإنجليزية: Joe Winter)‏ هو شاعر بريطاني، ولد في 1943.